# Enigma (časopis)
Enigma je časopis o záhadách na českém trhu vydávaný od roku 2007 vydavatelstvím RF-Hobby, s. r. o. Jedná se o měsíčník.
Časopis má 108 stran. Základními tematickými okruhy magazínu jsou konspirační teorie, praktiky tajných společenství, paranormální jevy, záhadné události a tragédie.
Podle průzkumů Media projektu má každé vydání 196 000 čtenářů. V roce 2012 se prodeje výtisků časopisu pohybovaly okolo 45 000.
Čtenářem Enigmy je žena či muž v produktivním věku od 25 do 45 let se středoškolským či vysokoškolským vzděláním.